# Lý thuyết xấp xỉ
Lý thuyết xấp xỉ được nghiên cứu nhiều bởi Folklore và xuất hiện trong thế kỉ 20.
Lý thuyết này nghiên cứu làm thế nào các hàm số có thể được xấp xỉ (hay theo nghĩa khoa học máy tính là được thay thế) bởi các hàm khác đơn giản hơn và trong mức độ nào đó kiểm soát được các sai sót do sự xấp xỉ gây ra.